# Ohmstal
Ohmstal es una comuna suiza del cantón de Lucerna, situada en el distrito de Willisau. Limita al norte con la comuna de Ebersecken, al este con Schötz, al sur con Gettnau, al suroeste con Zell, y al oeste con Grossdietwil.